# ケネス・マッカーサー
ケネディ・"ケネス"・ケイン・マッカーサー（Kennedy ("Kenneth") Kane McArthur, 1881年2月10日 - 1960年7月13日）は、南アフリカの陸上競技選手。1912年ストックホルムオリンピックの金メダリストである。

## 経歴
マッカーサーは、アイルランド（現在の北アイルランド）のアントリム県出身。若いころから将来有望な選手として見られていたが、陸上競技に取り組むことなく1901年に南アフリカに移民する道を選んだ。
マッカーサーは、1906年ヨハネスブルグ警察に勤め始めたころから真剣に陸上に取り組むようになり、すぐにトランスヴァール共和国の半マイル、1マイル、5マイルと2つのクロスカントリー大会でチャンピオンとなる。マッカーサーは1908年に初めてマラソンに挑戦。このとき、同年のロンドンオリンピックのマラソン銀メダリストのチャールズ・ヘフェロンを下し、周囲を驚かせた。
マッカーサーは、1912年のストックホルムオリンピックのマラソンの南アフリカ代表に選ばれる。マラソンは大変暑い中行われた。レースは、マッカーサーと同僚のクリスチャン・ギッシャムの南アフリカ勢がすぐに飛び出した。レースは終盤になり、勝利を確信したギッシャムは途中給水のため立ち止った。事前の合意どおりマッカーサーも給水するだろうと思っていた。しかし、ギッシャムの意に反し、マッカーサーは給水せず、そのまま走り去り、ギッシャムに58秒の差をつけ金メダルを獲得した。
翌シーズン、マッカーサーは事故に遭い引退を余儀なくされる。結局、彼はオリンピックのマラソンを含め6度のレースを経験し、無敗であった。